# Frontend i backend

Model client-servidor on el client seria el frontend i el servidor seria el backend

En enginyeria del programari, els termes frontend i backend (amb traducció part davantera i part posterior) es refereixen a la separació funcional entre la capa de presentació (frontend) i la capa d'accés a les dades o interfície de gestió (backend). En el model client-servidor, el client se sol considerar com a interfície i el servidor se sol considerar com a backend, fins i tot quan una part del treball de presentació es fa realment al propi servidor.
En l'arquitectura del programari, pot haver-hi moltes capes entre el maquinari i l'usuari final. La part davantera és una abstracció, simplificant el component subjacent proporcionant una interfície fàcil d'utilitzar, mentre que la part posterior sol gestionar l'emmagatzematge de dades i la lògica empresarial.
En telecomunicacions, la part frontal es pot considerar un dispositiu o servei, mentre que la part posterior és la infraestructura que admet la prestació del servei.
Una regla general és que el costat del client (o "frontend") és qualsevol component manipulat per l'usuari. El codi del costat del servidor (o "backend") sol residir al servidor, sovint allunyat físicament de l'usuari.